# إف. ريتشارد جونز
إف. ريتشارد جونز (بالإنجليزية: F. Richard Jones) هو منتج أفلام ومخرج أمريكي، ولد في 7 سبتمبر 1893 في سانت لويس في الولايات المتحدة، وتوفي في 14 ديسمبر 1930 في هوليوود في الولايات المتحدة.

## وصلات خارجية
- إف. ريتشارد جونز على موقع IMDb (الإنجليزية)
- إف. ريتشارد جونز على موقع ألو سيني (الفرنسية)
- إف. ريتشارد جونز على موقع أول موفي (الإنجليزية)
- إف. ريتشارد جونز على موقع قاعدة بيانات الأفلام السويدية (السويدية)
- إف. ريتشارد جونز على موقع قاعدة بيانات الفيلم (الإنجليزية)
- إف. ريتشارد جونز على موقع كينوبويسك (الروسية)